# Acta de Independencia del Perú
El Acta de Independencia del Perú es el documento mediante el cual el Perú declaró solemnemente su independencia de la Corona Española. Redactada por el ariqueño Manuel Pérez de Tudela, fue firmada el 15 de julio de 1821 por los vecinos notables de la Ciudad de los Reyes del Perú (Lima). La ceremonia de la Proclamación de la Independencia se realizó el 28 de julio del mismo año, en la Plaza Mayor de Lima y en otras dos plazuelas más de la capital. La copia original del acta se encuentra custodiada en el Archivo Municipal de Lima.

## Antecedentes
La declaración y proclamación de la independencia del Perú constituye uno de los hechos más trascendentales de la historia de América, ya que la liberación del Perú era muy importante para la seguridad de las naciones circundantes, al hallarse allí el núcleo del poderío español en Sudamérica. Por ello fue que el Ejército Unido Libertador del Perú, al mando del general José de San Martín, arribó a las costas peruanas procedente de Chile. Ya en territorio peruano, las tropas libertadoras recibieron el apoyo de la población, especialmente en la costa norte, donde una inmensa jurisdicción colonial, la Intendencia de Trujillo, se sumó a la causa independentista sin violencia, bajo el mando de su intendente José Bernardo de Tagle, marqués de Torre Tagle.
Siguiendo el ejemplo de la ciudad de Trujillo que la proclamó el 29 de diciembre, sucesivamente juraron la independencia Piura el 4 de enero de 1821, Tumbes el 7 de enero, Cajamarca al día siguiente, Chachapoyas, Jaén y Maynas; antes de Trujillo, ya lo había hecho Lambayeque el 27 de diciembre de 1820. El mismo San Martín reconoció posteriormente que si no hubiera sido por el apoyo masivo del norte peruano, se habría visto en la necesidad de volver a Chile para reorganizar sus fuerzas, ya que estas eran inferiores a las fuerzas virreinales.
San Martín estableció su cuartel general en Huaura, al norte de Lima. Fue en el balcón de Huaura donde por primera vez proclamó la independencia del Perú, el 27 de noviembre de 1820. Lima, la capital virreinal, se vio amenazada por el avance del ejército libertador y el acoso de las montoneras patriotas, que estaban conformadas mayormente por personas andinas (llamados “indios” por los españoles y criollos). Estas montoneras tuvieron un papel fundamental en todo el proceso emancipador.
A comienzos de julio de 1821 se vivía en Lima una tremenda escasez de alimentos, debido precisamente al asedio de las montoneras, que cortaron las vías de comunicación con el exterior. Las tropas realistas no contaban con recursos y los patriotas ya habían conseguido importantes victorias al interior del país (como en Cerro de Pasco), en tanto la población entera reclamaba la presencia del libertador.
El 5 de julio de 1821, el virrey del Perú José de la Serna, anunció a los limeños que se retiraba de la ciudad, señalando al Callao como refugio para quienes se sintiesen inseguros en la capital. Muchos vecinos españoles y criollos se trasladaron entonces a dicho puerto, buscando amparo en la Fortaleza del Real Felipe. Mientras que el virrey se retiró con sus fuerzas hacia la sierra central, dejando al marqués de Montemira como gobernador virreinal de la ciudad, así como una guarnición en el Real Felipe, al mando de José de La Mar.
El mismo virrey envió una carta a San Martín, pidiéndole que ocupara de una vez Lima antes que lo hicieran las montoneras indígenas, pues los aristócratas limeños temían que estas pudieran cometer excesos. El marqués de Montemira fue el encargado de negociar con San Martín las condiciones para la entrada de los patriotas en la ciudad. Una de ella era precisamente que las montoneras dejaran de amenazar Lima. San Martín aceptó y ordenó a las montoneras que se retiraran varias leguas lejos. Luego, el cabildo de Lima invitó formalmente a San Martín para que entrara a la ciudad.
El 9 de julio las primeras tropas libertadoras ingresaron a Lima. En la noche del 12 de julio lo hizo el mismo general San Martín y dos días después todo el Ejército Libertador. Ese mismo día, 14 de julio, San Martín, instalado ya en el palacio virreinal, invitó al Cabildo o Ayuntamiento a jurar la independencia. Este Cabildo, el segundo establecido por elecciones durante el Virreinato, había sido elegido el 7 de diciembre de 1820 según las bases de la Constitución de 1812 que restableció Fernando VII.

## Reunión del Cabildo Abierto

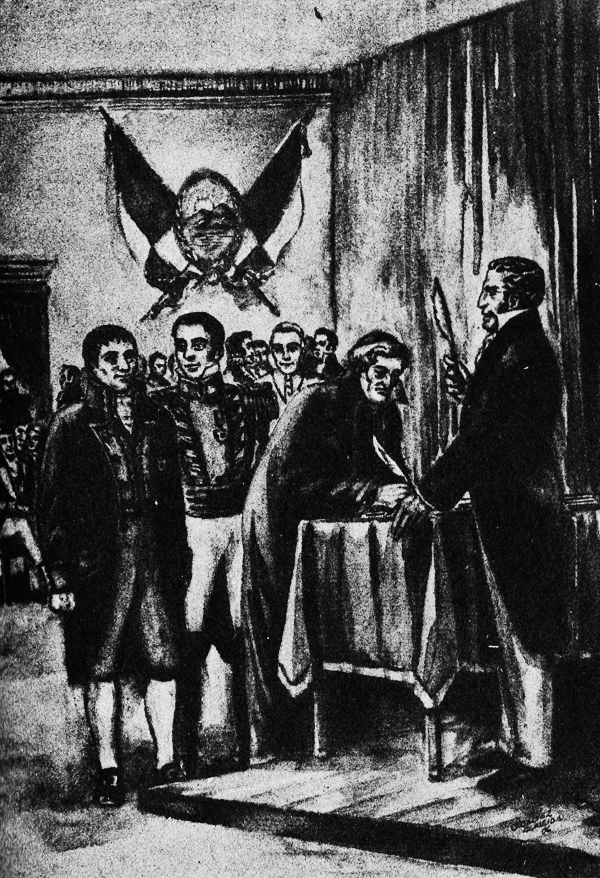
Firma del Acta de la Independencia del Perú. En esta recreación están representados Hipólito Unanue, José de la Riva-Agüero y Toribio Rodríguez de Mendoza.

El domingo 15 de julio de 1821, cumpliendo el pedido de San Martín, el alcalde Conde de San Isidro convocó a los vecinos en cabildo abierto. Sin embargo, no fueron citados todos los ciudadanos de Lima, sino solo los regidores perpetuos, los títulos de Castilla, los miembros de las órdenes militares, el cabildo eclesiástico y los titulares de familias distinguidas. El resto fue totalmente excluido, incluido el pueblo llano.

## Redacción

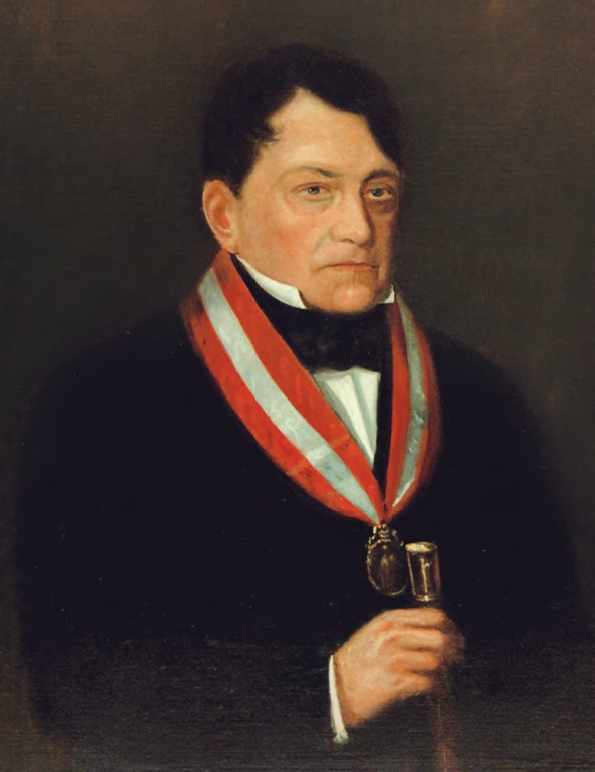
El abogado Manuel Pérez de Tudela, fue quien redactó el Acta de la Independencia.

Reunido el cabildo, el pueblo limeño se agolpó en las afueras del edificio, gritando su adhesión a la causa independentista. En medio de ese bullicio, los cabildantes, que eran mayormente viejos representantes del colonialismo, se apresuraron a aprobar el Acta de la Independencia, que fue redactada por el abogado Manuel Pérez de Tudela, quien más tarde sería el Ministro de Relaciones Exteriores de la nueva Nación.

## Contenido
En la primera página aparece el Acta de Declaración propiamente dicha, redactada por Manuel Pérez de Tudela y las firmas de 60 de las “personas ilustres” de Lima. En las páginas siguientes vienen las demás firmas.

"En la ciudad de los Reyes del Perú, en quince de julio de mil ochocientos veintiuno, reunidos en este Excmo. Ayuntamiento los señores que lo componen, con el Excmo. e Ilmo. Señor Arzobispo de esta santa Iglesia Metropolitana, prelados de los conventos religiosos, títulos de Castilla y varios vecinos de esta Capital, con el objeto de dar cumplimiento a lo prevenido en el oficio del Excmo. Señor General en jefe del ejercito Libertador del Perú, Don José de San Martín, el día de ayer, cuyo tenor se ha leído, he impuesto de su contenido reducido a que las personas de conocida probidad, luces y patriotismo que habita en esta Capital, expresen si la opinión general se halla decidida por la Independencia, cuyo voto le sirviese de norte al expresado Sr. General para proceder a la jura de ella. Todos los Srs. concurrentes, por sí y satisfechos, de la opinión de los habitantes de la Capital, dijeron: Que la voluntad general está decidida por la Independencia del Perú de la dominación Española y de cualquiera otra extranjera y que para que se proceda a la sanción por medio del correspondiente juramento, se conteste con copia certificada de esta acta al mismo Excmo. y firmaron los Srs.: 

El Conde de San Isidro- Bartolomé, Arzobispo de Lima, Francisco Javier de Zárate- El Conde de la Vega de Ren- El Conde de las Lagunas-Toribio Rodríguez-Javier de Luna Pizarro-José de la Riva Aguero-El marquez de Villa fuerte

(siguen las firmas)

## Firma
La Declaración fue firmada por la mayoría de miembros del Cabildo (alcalde de primer voto, 10 regidores y 2 síndicos procuradores), el clero secular limeño y miembros destacados de la sociedad. En total, la firmaron ese día 339 hombres de la ciudad, considerados “vecinos ilustres”.
En los días y semanas siguientes, el Acta estuvo a disposición del público, y la rubricaron 3504 personas de diversos sectores sociales. Según el historiador Timothy Anna, la gran mayoría firmó por miedo a las tropas de ocupación. Otros, por ambición de recompensas y nombramientos. También había gente de elevado espíritu patriótico. Se sabe de españoles y criollos que se escondieron para no firmar el Acta, temerosos de las represalias del Virrey cuando recuperase Lima. Al respecto, sobre la caída del gobierno español del Perú, escribe: Además, dos semanas después de la Declaración de la independencia cuarenta y tres de los sesenta y cuatro miembros del Consulado huyeron. Solo diecisiete de los miembros del Consulado firmaron la Declaración. También señala que muchas personas prominentes firmaron la Declaración de Independencia y posteriormente huyeron del país... Más aún, de los que firmaron la Declaración de Independencia, muchos retornaron al bando realista.

## Proclamación de la Independencia del Perú

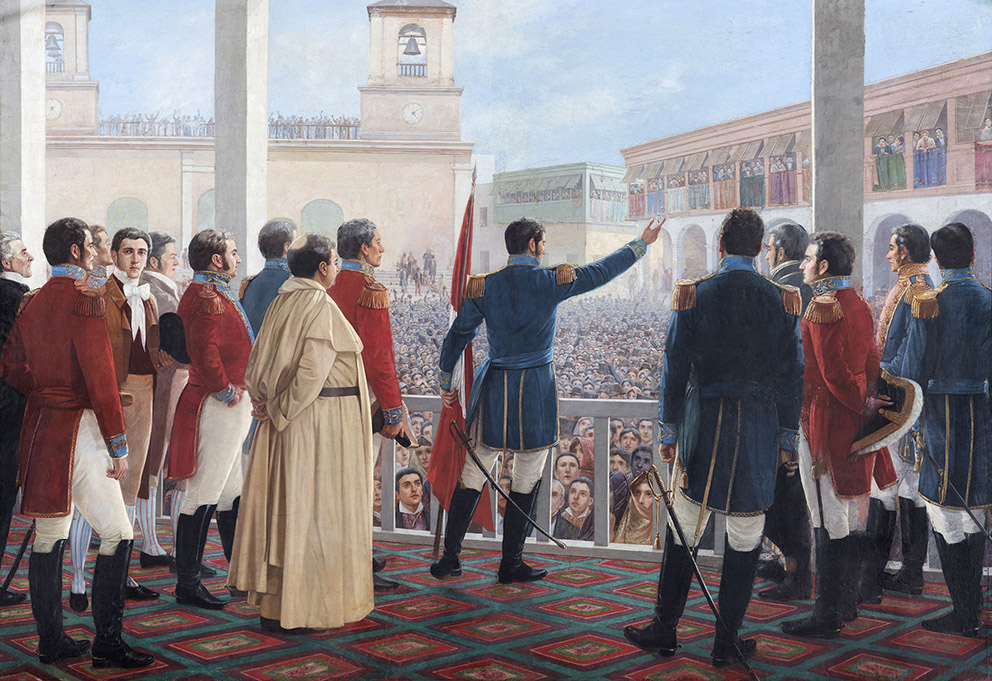
Proclamación de la Independencia del Perú de Juan Lepiani, donde se aprecia al general José de San Martín dirigiéndose al pueblo limeño.

El sábado 28 de julio de 1821, siguiendo los protocolos virreinales, José de San Martín salió en procesión del palacio de Lima a las 10 a. m. junto a un numeroso séquito a caballo. Lo componían, en primer lugar, las autoridades de la Universidad de San Marcos vestidas con toga y birrete, luego, los altos miembros del clero y los priores de los conventos, después, los jefes militares del Ejército patriota y, finalmente, los títulos de Castilla y los caballeros de las órdenes de caballería, acompañados por los oidores de la Real Audiencia y los regidores perpetuos del Cabildo. Precedido de este cortejo, venía San Martín flanqueado por el conde de San Isidro, a la izquierda, y el marqués de Montemira, a la derecha, quien como portaestandarte llevaba la flamante bandera diseñada por el libertador. Detrás de ellos iban el conde de la Vega del Ren, los altos jefes del Ejército y un escuadrón de húsares. Flanqueaban la marcha los Alabarderos de la Guardia Real.
Al llegar al tabladillo armado en la Plaza Mayor de Lima, frente a un público de más de 16 000 personas, San Martín recibió la bandera del marqués de Montemira y proclamó:

Desde este momento el Perú es libre e independiente, por la voluntad general de los pueblos y por la justicia de su causa que Dios defiende.

¡Viva la patria!

¡Viva la libertad!

¡Viva la independencia!

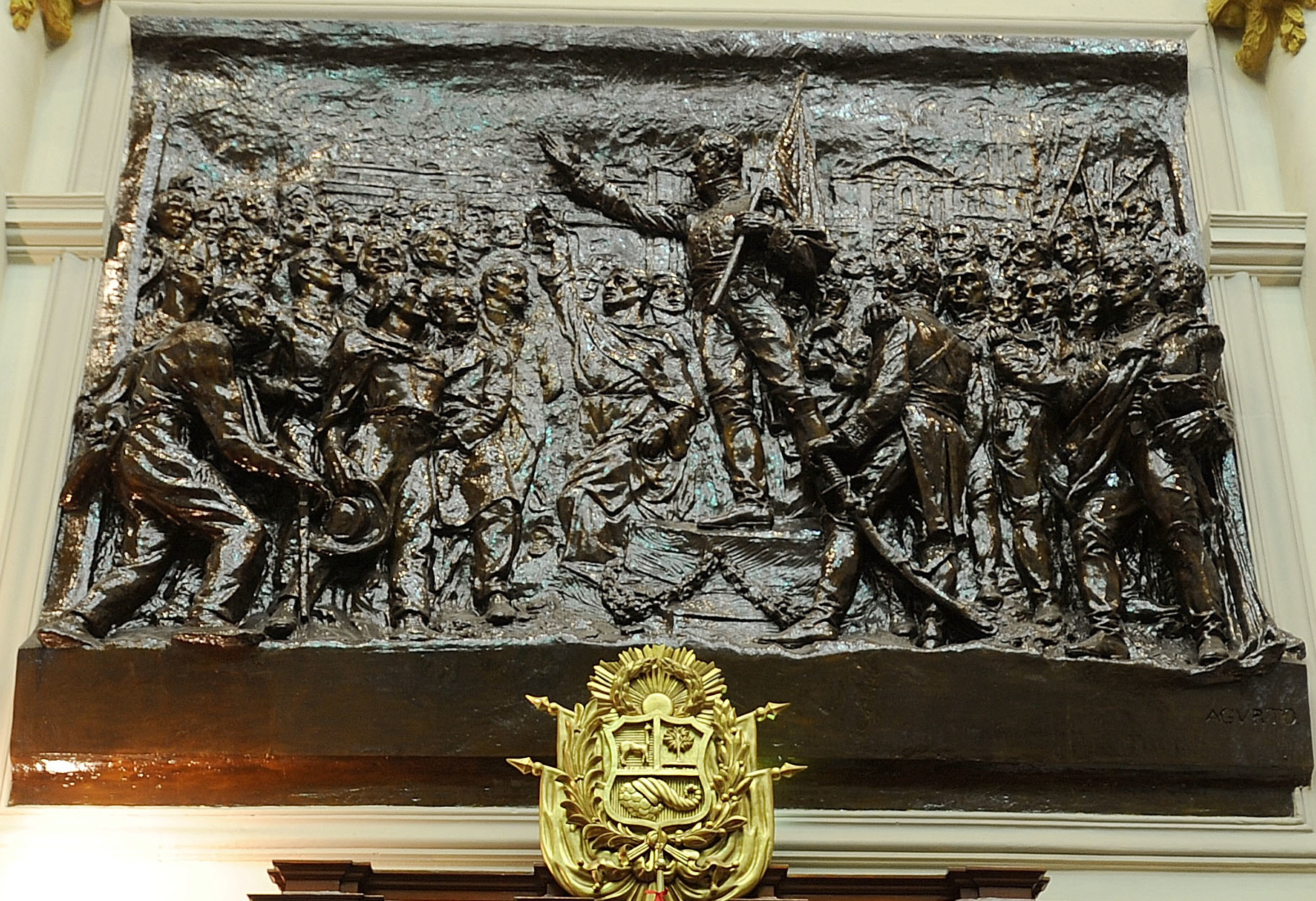
Altorrelieve de la Jura de la Independencia en el Hemiciclo del Palacio Legislativo de Perú, obra de Luis Agurto Olaya.

La misma ceremonia se repitió en la plazuela de La Merced y, luego, frente al Convento de los Descalzos. Tras las ceremonias de proclamación, el pueblo limeño entonó la canción patriótica «La chicha».
Al terminar las proclamas, San Martín y el cortejo regresaron al palacio de los virreyes, donde recibieron a Thomas Cochrane, quien acababa de arribar al Callao. En la tarde, siguieron las celebraciones con una corrida de toros en la Plaza de Acho y, en la noche, con una recepción en el palacio municipal. 
Se hallaba entonces en Lima el marino Basil Hall, comandante de una navío de la flota británica anclada en el Callao, que había sido llamado por el marqués de Montemira para que con sus tropas resguardara la ciudad del probable ataque de las montoneras indígenas. Este personaje fue testigo de la proclamación de la independencia; en su diario culmina su relato del suceso comentando la reacción del público luego de la declamación de San Martín:

“Sus palabras fueron recogidas y repetidas por la multitud que llenaba la plaza y las calles adyacentes, mientras repicaban todas las campanas y se hacían salvas de artillería entre aclamaciones como nunca se había oído en Lima”.

Otro testimonio interesante es el de Tomás Guido, amigo de San Martín, quien en una carta a su esposa comenta así sobre las ceremonias de 28 de julio de 1821:

"...El 28 del mes anterior se juró en esta capital la Independencia del Perú. No he visto en América un concurso ni más lucido ni más numeroso. Las aclamaciones eran un eco continuado de todo el pueblo... Yo fui uno de los que pasearon ese día el estandarte del Perú independiente... Jamás podría premio alguno ser más lisonjero para mí, que ver enarbolado el estandarte de la libertad en el centro de la ciudad más importante de esta parte de América, cumpliendo el objeto de nuestros trabajos en la campaña (...). En esa misma noche se dio refresco y baile en el cabildo. Ninguna tropa logró contener la aglomeración de gente y no pudo lucir el ambiguo que se preparó para los convidados (...). En la noche siguiente se dio en el palacio del general un baile, al que asistieron todas las señoras, esto requeriría una descripción particular para lo que no tengo tiempo. La compostura con que se presentaron aquellas era elegante... Yo bailé mi contradanza de etiqueta con una señora y me separé con mis amigos a analizar los efectos de la política del gobierno antiguo."

Tanto la firma del Acta como la proclamación de la Independencia del Perú fueron meras formalidades, podría decirse hasta simbólicas. Las fuerzas realistas continuaron dominando las regiones más extensas, más pobladas y más ricas del país: la sierra central y todo el sur peruano, teniendo como nueva capital virreinal al Cuzco, que no fue tomada hasta el 24 de diciembre de 1824. De hecho, Lima volvió a ser ocupada eventualmente por las tropas realistas. Después del Motín del Balconcillo (18 de junio y 16 de julio de 1823) y producida la sublevación del Callao (29 de febrero al 5 de diciembre de 1824). No sería sino hasta la Batalla de Ayacucho en 1824 y la capitulación cuando se pondría fin a la dominación española en el Perú.

## Firmantes del Acta

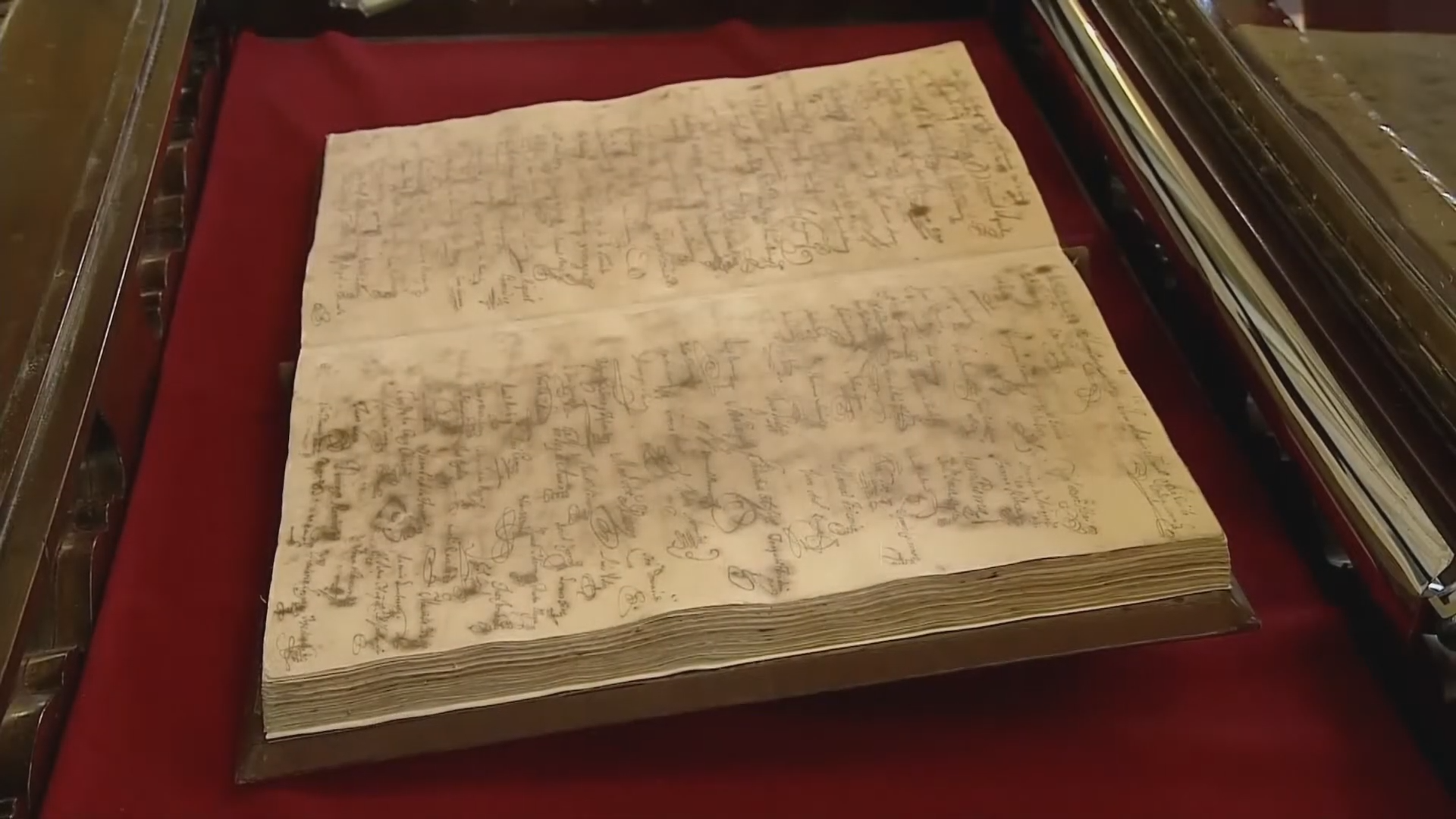
Libro del Acta de la Independencia, exhibido durante la conmemoración de los 200 años de su firma.

Los firmantes de la primera página del Acta de Declaración fueron:
- Isidro de Cortázar y Abarca, V Conde de San Isidro (alcalde de Lima).
- Bartolomé María de las Heras, arzobispo de Lima.
- Francisco de Zárate y Manrique de Lara (regidor).
- Simón Díaz de Rávago y Gutiérrez-Morante
- Andrés Bolognesi Campanella
- Francisco Valles (regidor).
- Pedro de la Puente y Querejazu (regidor).
- Francisco Xavier de Echagüe
- Manuel de Arias
- José Matías Vázquez de Acuña, VII conde de la Vega del Ren (regidor).
- Fray Gerónimo Cavero
- José Ignacio Francisco Javier Palacios Aguirre (caballero de Caltrava, teniente coronel del Regimiento de Dragones de Carabayllo. Alcalde de Lima de segundo voto en los años 1804 y 1813).
- Antonio Padilla y Riveros (síndico procurador general).
- José Mariano de Aguirre y Mayora
- José Juan Vásquez de Velasco y Ontañón-Valverde, IV conde de las Lagunas.
- Francisco Concha
- Toribio Rodríguez de Mendoza
- Francisco Xavier de Luna Pizarro
- José de la Riva Agüero
- Andrés Salazar
- Francisco Salazar
- José de Arriz
- Manuel de la Puente y Querejazu, VI marqués de Villafuerte.
- Segundo Antonio de Carrion
- Juan de Echeverría y Ulloa (regidor).
- Juan Manuel Manzano
- Presbítero Matías Maestro
- José María Sancho-Dávila y Salazar, II marqués de Casa Dávila.
- Nicolás de Araníbar Fernández Cornejo
- Tomás de Méndez y La Chica
- Francisco Valdivieso y Prada
- Fray Anselmo Texero
- Manuel Cogoy
- Pedro de los Ríos
- Manuel Urquijo
- Juan Gualberto Menacho Beytía
- Pedro Manuel Bazo
- Manuel Antonio Colmenares
- Jorge Benavente
- Manuel Agustín de la Torre
- Juan Esteban Enríquez de Saldaña
- Tomás de Vallejo
- José Zagal
- Pedro Herrera
- Fray Tomás Silva
- Antonio Camino Vergara
- Cecilio Tagle
- Miguel Tenorio
- Manuel de la Fuente Chávez
- Fray Juan de Dios Salas
- Manuel María del Valle y García (regidor).
- Vicente Benito de la Riva
- Tomás Ortiz de Ceballos
- Fray Pedro de Pasos
- Manuel Sáenz de Texada (regidor).
- Justo Figuerola de Estrada
- Miguel Tafur
- José Mariano de Sánchez Boquete y Román de Aulestia, III marqués de Montealegre de Aulestia.
- Juan Panizo y Foronda
- Tomás Panizo y Talamantes
- Manuel Ignacio García
- Martín José Pérez de Cortiguera
- Diego Noriega
- Hipólito Unanue
- José Cavero y Salazar
- José de Larrea y Loredo
- José de Morales y Ugalde
- Manuel Bartolomé Ferreyros
- Manuel Salazar y Baquíjano, IV conde de Vista Florida.
- Mariano José de Arce
- José Antonio de Ugarte
- Juan José de Aliaga y Santa Cruz, V conde de San Juan de Lurigancho.
- Diego de Aliaga y Santa Cruz
- Lorenzo de la Puente, marqués de Corpa (regidor).
- Manuel Alvarado (regidor).
- Francisco de Paula Mendoza Ríos y Caballero (regidor).
- José Manuel Malo de Molina y Gutiérrez Quintanilla (regidor).
- Tiburcio José de la Hermosa
- Esteban Salmón de Luna